# 왕보경
왕보경은 대한민국 前 KBS의 방송작가이며, 前 방송인, 현 정치인이다. 

## 학력
- 광평초등학교
- 구미여자중학교
- 구미여자고등학교
- 이화여자대학교

## 경력
- KBS 방송작가
- 공영홈쇼핑 대외협력실장
- 경기도청 홍보기획실 도지사 연설보좌관
- 대통령비서실 연설기록행정관

## 주요 프로그램 대표작
- 해뜰날 (극본)
- 부부클리닉 사랑과 전쟁 (극본)
- 도전! 골든벨 (작가)